# Consejería de Hacienda, Industria y Energía de la Junta de Andalucía
La Consejería de Hacienda y Financiación Europea es el departamento de la Junta de Andalucía encargado de las competencias autonómicas en materia de presupuestos de la Junta, comercio, artesanía, industria, energía, minas, cooperativas, incentivos regionales y tecnológicos. Recibe este nombre desde el inicio de la XI legislatura (2019-2023).
Su actual consejero y máximo responsable es Juan Bravo Baena, y tiene su sede en el Edificio Torre Triana, calle Juan Antonio de Vizarrón s/n, Isla de la Cartuja, ciudad de Sevilla.

## Reseña histórica
La Consejería de Hacienda fue creada como tal durante el segundo gobierno preautonómico de Andalucía, en 1979. Desde entonces su denominación ha ido variando según haya funcionado como un departamento independiente (Consejería de Hacienda) o haya compartido competencias con otras áreas. Desde su creación, sus denominaciones han sido las siguientes:
- Consejería de Hacienda (1979-1986)
- Consejería de Economía y Hacienda (1986-2010)
- Consejería de Hacienda y Administración Pública (2010-2018)
- Consejería de Economía, Hacienda y Administración Pública (2018-2019)
- Consejería de Hacienda, Industria y Energía (2019 - 2020)
- Consejería de Hacienda y Financiación Europea (2020 - actualidad)

## Entes adscritos
- Agencia Tributaria de Andalucía
- Instituto Andaluz de Administración Pública
- Tribunal Administrativo de Recursos Contractuales